# Ansiktsuppfattning
Ansiktsuppfattning är individens förståelse och tolkning av ansiktet, i synnerhet det mänskliga ansiktet. Denna förmåga är förknippad med behandlingen av information i hjärnan, och är ett ämne inom visuell perception i kognitiv psykologi, där människans förmåga att känna igen ansikten behandlas. Det är en komplicerad process och en utmaning för det perceptuella systemet som tar omfattande och varierande områden i hjärnan i anspråk, eftersom människors huvudform i grunden är lika varandra och även i stor utsträckning människors ansikten. Dessutom lyckas vi igenkänna ansikten trots deras föränderlighet; vi ser en och samma människas ansikte ur olika vinklar och denna person kan ha olika ansiktsuttryck som förändrar utseendet.Trots att de är föränderliga har vi i allmänhet lätt för att minnas ansikten. Vi har i regel lättare att känna igen bekanta ansikten än att minnas bekantas namn.
Från födseln är ansikten viktiga i individens sociala interaktion. Det lilla barnet börjar genast träna, och ansikten blir ett självständigt kunskapsområde inom varseblivningen inom de sex första månaderna.

## Evolutionsteori
Evolutionsteori kan användas som en förklaring till varför ansikten uppmärksammas på ett specialiserat sätt av oss människor. Ansiktsuttryck är grundläggande för social interaktion. Människors tendens att fokusera på ansiktet hos människor vi möter är ett beteende som lärts in under vår evolutionära historia.. I alla kulturer är det just ansiktsuttrycken som ger den viktigaste informationen om andras känslor, vilket under vår historia både har haft betydelse för chansen till fortplantning och för möjligheten att igenkänna en fiende och därmed undgå att bli dödad innan vi får en avkomma. Ansiktsuppfattning har hög social signifikans för oss människor.